# Eugagrella zilchi
Eugagrella zilchi is een hooiwagen uit de familie Sclerosomatidae.